# آیکونوس
آیکونوس (انگلیسی: Ikonos) یک ماهواره تجاری دیدبانی زمین است و نخستین ماهواره‌ای بود که قابلیت تهیه تصاویر ماهواره‌ای با وضوح بالا (۱ و ۴ متر) از زمین را داشته‌است. تصاویر این ماهواره با وضوح ۴ متر در باندهای چندطیفی (MS) و ۱ متر در پانکروماتیک (PAN) تهیه می‌شود. از پرتاب ماهواره آیکونوس به‌عنوان «یکی از مهم‌ترین پیشرفت‌ها در تاریخ عصر فضا» نام برده می‌شد. فروش تصاویر ماهواره‌ای آیکونوس از اول ژانویه ۲۰۰۰ آغاز شد.
نام آیکونوس از واژه یونانی eikōn به معنی تصویر گرفته شده‌است.

## پیشینه
آیکونوس توسط شرکت لاکهید مارتین به‌عنوان ماهواره سامانه تجاری سنجش از دور (CRSS) تولید شد. در آوریل ۱۹۹۴ لاکهید مارتین یکی از نخستین مجوزها از وزارت بازرگانی ایالات متحده آمریکا در زمینه تولید ماهواره‌های تصویربرداری با وضوح بالا را به دست آورد. شرکت اسپیس ایمیجینگ پیش از پرتاب ماهواره نام آن را به آیکونوس تغییر داد.
برنامه‌ریزی اولیه پروژه آیکونوس شامل پرتاب دو ماهواره بود. پرتاب آیکونوس-۱ در سال ۱۹۹۹ با شکست مواجه شد و ماهواره نتوانست در مدار قرار گیرد. آیکونوس-۲ برای پرتاب در سال ۲۰۰۰ برنامه‌ریزی شده بود ولی پیش از پرتاب نام آن به آیکونوس تغییر یافت و در ۲۴ سپتامبر ۱۹۹۹ از پایگاه نیروی هوایی وندنبرگ در کالیفرنیا به فضا پرتاب شد.
سنجنده‌های تهیه تصویر آیکونوس چند طیفی و پانکروماتیک هستند. این ماهواره مدار خورشیدآهنگ قطبی دارد. وزن ماهوراه ۷۲۰ کیلوگرم و ارتفاع مداری آن ۶۸۱ کیلومتر است که نواری به ۱۱ کیلومتر را بر روی زمین پوشش می‌دهد.
شرکت لاکهید مارتین در نوامبر ۲۰۰۰ جایزه بهترین نوآوری در زمینه هوافضا را از مجله پاپیولار ساینس دریافت کرد. شرکت اسپیس ایمیجینگ در سپتامبر ۲۰۰۵ توسط اوریب‌ایمیج خریداری شد. این شرکت بعدها به ژئوآی تغییر نام داد.